# 地名学
地名学（ちめいがく、英語: toponymy）とは、特定の地域の地名の成り立ちや各地の命名法則などについて研究する学問。地名研究ともいう。地理学の一部門としての要素が強いが、歴史学や、民俗学、言語学などからのアプローチも欠かせない。
日本などでは、学問分野としての確立はまだ見られないが、イギリス、フランスなどのように、一学問分野として見られている国もヨーロッパを中心に少なくない。
一般的には古文書・古記録などを精読し、その地名の記録上の初見や綴りの変遷を研究して現在地との比定を行うが、文献解読では解明しきれない部分も存在する。また地図の読解や語彙から地名の意味を探ったり、口承などからも検討されることがある。地名はその土地の風俗をも表すこともあり、地名の由来には時として多くの民俗的な要素が詰まっていることもある。

## 日本の地名学
日本で本格的に地名を扱った最初の文献は和銅6年（713年）に編纂の詔が下った風土記である。『出雲国風土記』のみ全文が伝わり、常陸・播磨・肥前・豊後のものは断片的に、他の多くも逸文しか伝存しないが参考にはなる。
日本の地名学、地名研究は、いわゆる在野の研究者によって支えられており、また日本全国の地名を対象にした研究は多くない。
近代以降、柳田國男、鏡味完二、鏡味明克、楠原佑介などによって日本の地名研究は推進されてきたが、近年は特に歴史地理学者や中世史を中心とした歴史学者の中にも地名を重視する研究が生まれている。
これまで、日本の地名研究は、俗語源や民間語源に依存したり、地名語彙に対する認識が不足しているケースも少なくない。
最近は歴史的な文献や古文書、古記録と、現地の小字や通称（地名）の収集、それらの地図化により、語義を考え、古文書、古記録等と照合して、歴史を解明しようとする動きが九州大学の服部英雄教授らにより進められ、成果も見られる。これに影響を受け、各地の検地帳、水帳などに記録された地名と近代以降の字名との比較による、中世、近世の歴史研究も行われている。
また国語学からは笹原宏之のように、国字を含めた漢字の地名における使用例からの研究なども進んでいる。
文献目録としては、鏡味明克、楠原佑介、櫻井澄夫編の『地名関係文献解題事典』がある。
住居表示制度における新町名や、市町村合併に際した地名の決定に対し、各地方における伝統地名の復活や再評価 (re-localization) が日本においても生まれつつある。

## 日本以外での地名学
中国では、各地に地名委員会という国家機関が設置され、理論的研究を含め成果を挙げている。台湾の『台湾地名研究成果学術検討会論文集』（国史館台湾文献館、2007年）や、韓国の『地名学論文選1』（韓国地名学会、2007年）など、専門の研究者による学術的研究もある。